# Дофин (озеро, Манитоба)
Дофин (англ. Dauphin Lake) — озеро в провинции Манитоба в Канаде. Расположено на востоке провинции. Одно из больших озёр Канады — площадь водной поверхности 519 км², общая площадь — 519 км², десятое по величине озеро в провинции Манитоба. Высота над уровнем моря 260 метроа, колебания уровня озера до 0,6 метра. Ледостав с ноября по май.
Любительское рыболовство, специализация — судак, северная щука и жёлтый окунь. Ловятся также озёрная и радужная форель, малоротый окунь.